# Archipetalia auriculata
Archipetalia auriculata là loài chuồn chuồn trong họ Austropetaliidae. Loài này được Tillyard mô tả khoa học đầu tiên năm 1917.